# بيدرو ماساتوشي
بيدرو ماساتوشي (بالإسبانية: Pedro Massacessi)‏ (9 يناير 1966 في سانتا في في الأرجنتين – )؛ هو لاعب كرة قدم سابق كان يلعب كلاعب وسط.

## وصلات خارجية
- بيدرو ماساتوشي على موقع رابطة كرة القدم اليابانية للمحترفين (اليابانية)
- بيدرو ماساتوشي على موقع قاعدة بيانات كرة القدم.إي يو (الإنجليزية)
- بيدرو ماساتوشي على موقع عالم كرة القدم.نت (الإنجليزية)